# Wolfgang Amberger
Wolfgang Amberger (* 12. November 1939 in Berlin; † 5. März 2011) war ein deutscher Schauspieler, Regisseur, Oberspielleiter und Autor.

## Leben
Wolfgang Amberger wurde 1939 in Berlin geboren. Bereits im Alter von 17 Jahren stand er im Berliner Ensemble als Statist auf der Bühne. Es folgten eine Ausbildung bis 1960 an der Schauspielschule „Der Kreis“ (Fritz-Kirchhoff-Schule) in West-Berlin bei Hilde Körber und ein anschließendes Engagement am Theater in Stendal. Danach kamen Anstellungen in Halberstadt, Dessau, am Berliner Ensemble sowie in Stralsund. Von 1970 bis 1990 war er in an den Theatern in Plauen und Zwickau als Regisseur sowie am Eduard-von-Winterstein-Theater in Annaberg-Buchholz als Oberspielleiter beschäftigt. In dieser Zeit absolvierte er ein fünfjähriges Fernstudium im Fach Theaterwissenschaft. Für mehrere der von ihm inszenierten Stücke schrieb er auch die Texte. Für das Fernsehen der DDR stand er einige Male vor der Kamera.
Ab 1995 arbeitete er als freischaffender Schauspieler in Regensburg, am Landestheater Eisenach mit dem fusionierten Theater Rudolstadt, in Linz, Bielefeld, am Theater am Kurfürstendamm in Berlin und bei den Freilichtspielen Schwäbisch Hall. Von 1998 an hatte er wieder ein festes Engagement am Theater in Heilbronn, bis er von 2002 bis 2005 an die Staatsoperette Dresden verpflichtet wurde. Dem Haus blieb er auch nach seinem Ausscheiden treu und stand noch vier Tage vor seinem Tod als Priester in dem Musical Jekyll & Hyde auf der Bühne.
Wolfgang Amberger wohnte in Dresden sowie in Berlin und war mit der Theaterschauspielerin Ilse Bendin verheiratet, die er bereits am Landestheater Dessau kennengelernt hatte. Er starb im Jahr 2011 im Alter von 71 Jahren.

## Filmografie
- 1978: Das unsichtbare Visier (Fernsehserie, 1 Episode)
- 1984: Front ohne Gnade (Fernsehserie, 1 Episode)

## Theater

### Schauspieler
- 1964: Wolfgang Amadeus Mozart: Die Entführung aus dem Serail – Regie: Fred Kersten-Kirchhoff (Landestheater Dessau)
- 1965: Bertolt Brecht/Kurt Weill: Die Dreigroschenoper – Regie: Albert R. Pasch (Landestheater Dessau)
- 1982: Wolfgang Amberger: Die Schlacht am Little-Big-Horn – Regie: Roland Gandt (Eduard-von-Winterstein-Theater Annaberg im Naturtheater Greifensteine)
- 1988: Ödön von Horváth: Hin und Her – Regie: Reinhard Simon (Eduard-von-Winterstein-Theater Annaberg)
- 1998: Saadallah Wannous: Die Vergewaltigung – Regie: Johannes Klaus (Theater in Heilbronn)
- 1998: William Shakespeare: Viel Lärm um nichts (Leonato) – Regie: Johannes Kaetzler (Theater in Heilbronn)
- 1999: August Neidhart: Schwarzwaldmädel – Regie: Jürgen Pöckel  (Staatsoperette Dresden)
- 2001: Loriot: Loriots dramatische Werke – Regie: Stefan Zimmermann (Theater in Heilbronn)
- 2001: Agatha Christie: Die Mausefalle (Major Metcalf) – Regie: Johannes Kaetzler (Theater in Heilbronn)
- 2003: Leo Fall/Victor Léon: Der fidele Bauer (Endletzhofer, Sanitätsrat von Grunow) – Regie: Ralf Nürnberger (Staatsoperette Dresden)
- 2004: Andrew Lloyd Webber/Ben Elton: The Beautiful Game – Regie: Mei Hong Lin (Staatsoperette Dresden)
- 2011: Frank Wildhorn/Leslie Bricusse: Jekyll & Hyde (Priester) – Regie: ? (Staatsoperette Dresden)

### Regisseur
- 1977: Jan Otčenášek: Weekend inmitten der Woche (Kreistheater Annaberg)
- 1979: Anna Seghers: Der Prozess der Jeanne d’Arc zu Rouen 1431 (Kreistheater Annaberg)
- 1982: Gotthold Ephraim Lessing: Emilia Galotti (Eduard-von-Winterstein-Theater  Annaberg)
- 1987: Wolfgang Amberger: Winnetou und Old Shatterhand – Regie mit Rainer Müller (Eduard-von-Winterstein-Theater Annaberg im Naturtheater Greifensteine)
- 1987: Curt Goetz: Die Kommode (Eduard-von-Winterstein-Theater Annaberg)
- 1988: Bertolt Brecht: Die Gewehre der Frau Carrar (Eduard-von-Winterstein-Theater Annaberg)
- 1988: Franz Arnold/Ernst Bach: Die spanische Fliege (Theater der Stadt Plauen)
- 1992: Gerdt von Bassewitz: Peterchens Mondfahrt (Theater der Stadt Zwickau)